# Oreoderus pilosus
Oreoderus pilosus är en skalbaggsart som beskrevs av Conrad Ritsema 1879. Oreoderus pilosus ingår i släktet Oreoderus och familjen Cetoniidae. Inga underarter finns listade i Catalogue of Life.